# Hortense Rolland
Pour les articles homonymes, voir Rolland.
Hortense Rolland (Ourtènsi Rolland en provençal) est une femme de lettres, poétesse, félibresse et journaliste française, née Hortense Rosine Rolland à Aix-en-Provence le 29 juin 1836, morte à Paris 7e le 13 août 1884.

## Biographie
Fille d'un boulanger, née à Aix-en-Provence le 29 juin 1836, elle est élevée au couvent des Sœurs de la retraite, qu'elle quitte à l'âge de 13 ans.
Elle commence à écrire des chansons qui contribuent à la faire connaître du public aixois.
À 16 ans, elle publie deux volumes, dont l'un, les Essais poétiques, est récompensé par deux médailles. L'autre, Marguerite Lambert, un roman, par son orientation  lui amène l'hostilité des milieux cléricaux.
Le dimanche 21 aout 1853, à Aix, elle est présente au Roumavagi deis Troubaires (Pèlerinage des troubadours) ; une des trois troubarello (félibresse), avec Reine Garde et Léonide Constans emé très troubarello, midamisello Rèino Garde, Leounido Constans e Ourtènsi Rolland (Frédéric Mistral, Mémoires).
Elle s'installe à Paris et collabore à diverses publications, dont des journaux de modes, et plusieurs feuilles humoristiques : L'Illustration, les Salons de Paris, Psyché, le Nain Jaune, la Vogue parisienne, etc. De 1859 à 1862, elle est la rédactrice en chef de Le Messager des modes et de l'industrie : littérature, beaux-arts, théâtres
Par la suite, elle se retire au Bosquet, petit hameau de l'arrondissement d'Aix, où elle consacre son temps à la lecture, la musique et l'écriture.
Le journal La Chanson lui rend hommage en août 1880. Elle a alors 44 ans. 
Rentrée à Paris, elle y meurt dans son domicile de la rue de Verneuil durant l'été 1884.

## Œuvres

### En provençal
- À moun pichoun Lucre, poème lu au Roumavage (Pèlerinage) di Troubaire (Aix, 1852)À moun pichoun Lucre
- Reinié de Lar pouèmo prouvençau (Aix, 1882).
- Lou viscomte de Beziès (Ais-en-Prouvenço, emprimarie Pust Fiou, 1882)

### En français
- Essais poétiques Garnier 1853
- Moines et comédiennes : étude de mœurs contemporaines A. Patay, 1881
- Marguerite Lambert, roman
- Mariette ou l’Oiseau prend l'Oiseleur, comédie vaudeville en 2 actes et 4 tableaux, impr. de Remondet-Aubin
- Le livre des Vivants et des Morts, poésies.

## Hortense Rolland dans Wikisource
- La Cigarette (Page de la vingtième année).

## Source
- La Chanson, 3e année, numéro 14, 15 août 1880.